# Municipio de Auxvasse (condado de Callaway, Misuri)
Auxvasse Township es una subdivisión territorial del condado de Callaway, Misuri, Estados Unidos. Según el censo de 2020, tiene una población de 935 habitantes.
Tiene un código de clase Z1, que indica que no está en funcionamiento (non-functioning county subdivision).

## Geografía
La subdivisión está ubicada en las coordenadas 38°44′44″N 91°46′08″O / 38.74556, -91.76889 (38.745444, -91.768952). Según la Oficina del Censo de los Estados Unidos, tiene una superficie total de 235.52 km², de los cuales 229.88 km² corresponden a tierra firme y 5.64 km² están cubiertos de agua.

## Demografía
Según el censo de 2020, hay 935 personas residiendo en la zona. La densidad de población es de 4.1 hab./km². El 89.41 % de los habitantes eran blancos, el 0.43 % eran afroamericanos, el 0.11 % era amerindio, el 0.21 % eran asiáticos, el 0.86 % eran de otras razas y el 8.98 % eran de una mezcla de razas. Del total de la población, el 0.86 % eran hispanos o latinos de cualquier raza.